# 2016-os magyar úszóbajnokság
A 2016-os magyar úszóbajnokságot – amely a 118. magyar bajnokság –, teljes nevén CXVIII. Országos Bajnokság Széchy Tamás emlékére, április 12 és 16. között rendezték meg a győri Aqua Sportközpontban.

## Eredmények

### Férfiak
| Versenyszám                               | Arany                                                                       | Arany    | Ezüst                                                           | Ezüst    | Bronz                                                               | Bronz    |
| ----------------------------------------- | --------------------------------------------------------------------------- | -------- | --------------------------------------------------------------- | -------- | ------------------------------------------------------------------- | -------- |
| 50 m gyorsúszás Döntő: április 14.        | Holoda Péter Hajdúszoboszló Árpád SE                                        | 22,38    | Takács Krisztián Győri Úszó SE                                  | 22,43    | Rozanovic Ádám HÓD Úszó SE                                          | 22,63    |
| 100 m gyorsúszás Döntő: április 16.       | Holoda Péter Hajdúszoboszló Árpád SE                                        | 49,22    | Bohus Richárd Békéscsabai Előre                                 | 49,58    | Kozma Dominik MTK                                                   | 49,73    |
| 200 m gyorsúszás Döntő: április 13.       | Bernek Péter BVSC Zugló                                                     | 1:47,43  | Kozma Dominik MTK                                               | 1:47,81  | Márton Richárd Budafóka XXII. SE                                    | 1:49,96  |
| 400 m gyorsúszás Döntő: április 14.       | Bernek Péter BVSC Zugló                                                     | 3:47,32  | Gyurta Gergely UTE                                              | 3:51,34  | Papp Márk BVS Zugló                                                 | 3:52,14  |
| 800 m gyorsúszás Döntő: április 16.       | Gyurta Gergely UTE                                                          | 7:51,77  | Bernek Péter BVSC Zugló                                         | 8:01,96  | Papp Márk BVS Zugló                                                 | 8:03,03  |
| 1500 m gyorsúszás Döntő: április 15.      | Gyurta Gergely UTE                                                          | 14:54,55 | Rasovszky Kristóf Balaton UK Veszprém                           | 15:12,86 | Bernek Péter BVSC Zugló                                             | 15:18,86 |
| 50 m hátúszás Döntő: április 13.          | Balog Gábor Győri Úszó SE                                                   | 25,39    | Cseh László Egri UK                                             | 25,81    | Szucsik Bence Darnyi Tamás SC                                       | 26,10    |
| 100 m hátúszás Döntő: április 16.         | Balog Gábor Győri Úszó SE                                                   | 54,97    | Telegdy Ádám Kőbánya SC                                         | 55,63    | Kovács Benedek Érd                                                  | 55,72    |
| 200 m hátúszás Döntő: április 14.         | Balog Gábor Győri Úszó SE                                                   | 1:58,02  | Földházi Dávid Bácsvíz KVSC KESI                                | 1:58,09  | Zámbó Balázs Darnyi Tamás SC                                        | 1:58,14  |
| 50 m mellúszás Döntő: április 15.         | Financsek Gábor Mohácsi TE                                                  | 28,33    | Gyurta Dániel UTE                                               | 28,47    | Szabó Tamás HÓD Úszó SE                                             | 28,48    |
| 100 m mellúszás Döntő: április 14.        | Gyurta Dániel UTE                                                           | 1:01,18  | Miksi Richárd HÓD Úszó SE                                       | 1:02,64  | Financsek Gábor Mohácsi TE                                          | 1:02,82  |
| 200 m mellúszás Döntő: április 16.        | Gyurta Dániel UTE                                                           | 2:10,84  | Horváth Dávid Kőbánya SC                                        | 2:13,68  | Kutasi Máté TFSE                                                    | 2:15,77  |
| 50 m pillangóúszás Döntő: április 16.     | Cseh László Egri UK                                                         | 23,83    | Telegdy Ádám Kőbánya SC                                         | 24,27    | Pulai Bence Kőbánya SC                                              | 24,31    |
| 100 m pillangóúszás Döntő: április 14.    | Cseh László Egri UK                                                         | 51,68    | Kenderesi Tamás Pécsi Sport                                     | 53,29    | Pulai Bence Kőbánya SC                                              | 53,38    |
| 200 m pillangóúszás Döntő: április 15.    | Cseh László Egri UK                                                         | 1:54,85  | Kenderesi Tamás Pécsi Sport                                     | 1:56,17  | Biczó Bence Debrecen SSI                                            | 1:57,76  |
| 200 m vegyes úszás Döntő: április 16.     | Cseh László Egri UK                                                         | 2::00,20 | Sós Dániel Érd                                                  | 2:01,15  | Bernek Péter BSV Zugló                                              | 2:01,77  |
| 400 m vegyes úszás Döntő: április 13.     | Gyurta Gergely UTE                                                          | 4:14,79  | Grátz Benjámin Százhalombattai VUK SE                           | 4:15,16  | Holló Balázs Egri UK                                                | 4:21,26  |
| 4 × 100 m gyorsváltó Döntő: április 13.   | Győri Úszó SE Takács Krisztián Gyárfás Bence Balog Gábor Lobanovszkij Maxim | 3:22,34  | Kőbánya SC Pulai Vince Reményi Ármin Horváth Dávid Telegdy Ádám | 3:23,88  | Egri UK Kutasi Gergely Németh Nándor Holló Balázs Cseh László       | 3:26,00  |
| 4 × 200 m gyorsváltó Döntő: április 14.   | BVSC Zugló Drigán Zoltán Papp Márk Boldizsár Valter Bernek Péter            | 7:26,73  | Egri UK Holló Balázs Németh Nándor Nagy Péter Cseh László       | 7:28,95  | Kőbánya SC Telegdy Ádám Reményi Ármin Pulai Vince Berecz Balázs     | 7:30,31  |
| 4 × 100 m vegyes váltó Döntő: április 16. | Kőbánya SC Telegdy Ádám Horváth Dávid Pulai Bence Reményi Ádám              | 3:41,52  | Egri UK Németh Nándor Takács Tamás Cseh László Holló Balázs     | 3:46,58  | Győri Úszó SE Balog Gábor Dér Denisz Takács Krisztián Gyárfás Bence | 3:46,93  |

### Nők
| Versenyszám                               | Arany                                                                               | Arany    | Ezüst                                                                               | Ezüst    | Bronz                                                                   | Bronz    |
| ----------------------------------------- | ----------------------------------------------------------------------------------- | -------- | ----------------------------------------------------------------------------------- | -------- | ----------------------------------------------------------------------- | -------- |
| 50 m gyorsúszás Döntő: április 16.        | Joó Sára FTC                                                                        | 26,26    | Gyurinovics Fanni Győri Úszó SE                                                     | 26,52    | Kurucz Zsuzsanna Budafóka XXII. SE                                      | 26,56    |
| 100 m gyorsúszás Döntő: április 14.       | Verrasztó Evelyn A Jövő SC                                                          | 55,39    | Böszörményi Bettina BVSC Zugló                                                      | 56,39    | Késely Ajna Kőbánya SC                                                  | 56,42    |
| 200 m gyorsúszás Döntő: április 16.       | Kapás Boglárka UTE                                                                  | 1:58,45  | Böszörményi Bettina BVSC Zugló                                                      | 2:00,36  | Késely Ajna Kőbánya SC                                                  | 2:00,70  |
| 400 m gyorsúszás Döntő: április 15.       | Kapás Boglárka UTE                                                                  | 4:07,99  | Novoszáth Melinda Szegedi UE                                                        | 4:11,80  | Késely Ajna Kőbánya SC                                                  | 4:12,11  |
| 800 m gyorsúszás Döntő: április 14.       | Kapás Boglárka UTE                                                                  | 8:27,14  | Risztov Éva Kőbánya SC                                                              | 8:33,30  | Juhász Adél Kiskunhalasi UGYE                                           | 8:33,50  |
| 1500 m gyorsúszás Döntő: április 13.      | Kapás Boglárka UTE                                                                  | 16:23,21 | Szilágyi Nikolett Dunaharaszti MTK                                                  | 16:58,50 | Farkas Adél BVSC Zugló                                                  | 17:02,45 |
| 50 m hátúszás Döntő: április 15.          | Joó Sára FTC                                                                        | 29,39    | Burián Katalin Bácsvíz KVSC KESI                                                    | 29,58    | György Réka TFSE                                                        | 29,70    |
| 100 m hátúszás Döntő: április 14.         | György Réka TFSE                                                                    | 1:01,86  | Burián Katalin Bácsvíz KVSC KESI                                                    | 1:02,20  | Galamb Szimonetta TFSE                                                  | 1:02,51  |
| 200 m hátúszás Döntő: április 16.         | György Réka TFSE                                                                    | 2:10,69  | Burián Katalin Bácsvíz KVSC KESI                                                    | 2:11,57  | Ilyés Laura Vanda Bácsvíz KVSC KESI                                     | 2:15,25  |
| 50 m mellúszás Döntő: április 14.         | Sztankovics Anna UTE                                                                | 32,11    | Szurovcsák Ivett Nyíregyházi SC Sebestyén Dalma Hullám 91UE                         | 32,54    |                                                                         |          |
| 100 m mellúszás Döntő: április 16.        | Sztankovics Anna UTE                                                                | 1:08,96  | Sebestyén Dalma Hullám 91UE                                                         | 1:09,58  | Halmai Petra                                                            | 1:10,64  |
| 200 m mellúszás Döntő: április 13.        | Sebestyén Dalma Hullám 91 UE                                                        | 2:27,47  | Sztankovics Anna UTE                                                                | 2:29,0   | Labán Eszter TFSE                                                       | 2:34,62  |
| 50 m pillangóúszás Döntő: április 13.     | Szilágyi Liliána BHSE                                                               | 27,14    | Verrasztó Evelyn A Jövő SC                                                          | 27,23    | Szokol Szonja Bácsvíz KVSC KESI                                         | 27,31    |
| 100 m pillangóúszás Döntő: április 16.    | Verrasztó Evelyn A Jövő SC                                                          | 59,8     | Szokol Szonja Bácsvíz KVSC KESI                                                     | 1:00,38  | Galamb Szimonetta TFSE                                                  | 1:00,56  |
| 200 m pillangóúszás Döntő: április 14.    | Jakabos Zsuzsanna Győri Úszó SE                                                     | 2:08,55  | Szilágyi Liliána BHSE                                                               | 2:08,83  | Kapás Boglárka UTE                                                      | 2:09,18  |
| 200 m vegyes úszás Döntő: április 16.     | Jakabos Zsuzsanna Győri Úszó SE                                                     | 2:13,14  | Szilvási Gréta Kiskunhalasi UGYE                                                    | 2:19,19  | Labán Eszter TFSE                                                       | 2:19,67  |
| 400 m vegyes úszás Döntő: április 13.     | Jakabos Zsuzsanna Győri Úszó SE                                                     | 4:39,03  | György Réka TFSE                                                                    | 4:39,36  | Kapás Boglárka UTE                                                      | 4:40,25  |
| 4 × 100 m gyorsváltó Döntő: április 15.   | Győri Úszó SE Jakabos Zsuzsanna Gyurinovics Fanni Dobos Dorottya Janovitz Share Lee | 3:48,93  | FTC Fodor Helga Kiss Dóra Kis Petra Joó Sára                                        | 3?52,14  | BVSC Zugló Böszörményi Bettina Kardos Viktória Fodor Flóra Nagy Réka    | 3:54,33  |
| 4 × 200 m gyorsváltó Döntő: április 13.   | Kiskunhalasi UGYE Juhász Janka Vas Luca Szilvási Gréta Juhász Adél                  | 8:12,41  | Kőbánya SC Késely Ajna Borsi Anett Sömenek Onon Kata Risztov Éva                    | 8:15,31  | Szegedi UE Novoszáth Melinda Fábián Fanni Bonecz Boglárka Olasz Anna    | 8:20,99  |
| 4 × 100 m vegyes váltó Döntő: április 16. | TFSE Szabó Feltóthy Eszter Labán Eszter Galamb Szimonetta György Réka               | 4:14,38  | Győri Úszó SE Dobos Dorottya Gyurinovics Fanni Jakabos Zsuzsanna Janovitz Share Lee | 4:14,98  | Bácsvíz KVSC KESI Burián Katalin Ölvödi Petra Szokol Szonja Bogdán Luca | 4:15,26  |

### Vegyes
| Versenyszám                               | Arany                                                                            | Arany   | Ezüst                                                               | Ezüst   | Bronz                                                                      | Bronz   |
| ----------------------------------------- | -------------------------------------------------------------------------------- | ------- | ------------------------------------------------------------------- | ------- | -------------------------------------------------------------------------- | ------- |
| 4 × 100 m gyorsváltó Döntő: április 15.   | Győri Úszó SE Gyárfás Bence Takács Krisztián Jakabos Zsuzsanna Gyurinovics Fanni |         | Kőbánya SC Telegdy Ádám Késely Ajna Borsi Anett Reményi Ármin       | 3:37,03 | Darnyi Tamás SC Szucsik Bence Márka Adrienn Federics Nikolett Zámbó Balázs | 3:39,97 |
| 4 × 100 m vegyes váltó Döntő: április 14. | Bácsvíz KVSC KESI Burián Katalin Tejes Péter Szokol Szonja Földházi Dávid        | 3:55,35 | BVSC Zugló Bernek Péter Angeli Áron Fodor Flóra Böszörményi Bettina | 3:58,56 | Egri UK Beliczai Dóra Takács Tamás Cseh László Muzsnay Zsófia              | 3:58,86 |

## Csúcsok
A bajnokság során az alábbi csúcsok születtek:
| Esemény | Idő | Név | Csapat | Csúcs |
| ------- | --- | --- | ------ | ----- |
|         |     |     |        |       |